# Cryptocephalus vanharteni
Cryptocephalus vanharteni là một loài bọ cánh cứng trong họ Chrysomelidae. Loài này được Schoeller miêu tả khoa học năm 2006.